# بیانکا (قمر)
بیانکا (انگلیسی: Bianca) نام یکی از ماه‌های داخلی اورانوس است که در تصاویر وویجر ۲‌ و در سال ۱۹۸۶ کشف شد. نام آن در ابتدا S/1986 U 9 بود ولی بعدتر بر اساس یکی از شخصیت‌های نمایشنامه رام کردن زن سرکش از شکسپیر بیانکا نامیده شد.